# 黑纹塔旋螺
黑纹塔旋螺（学名：Turrilatirus turritus）是新腹足目細帶螺科的一個海螺物种，是一種海洋腹足纲软体动物。

## 分佈
主要分布于印度尼西亚、台湾。常栖息在浅海。